# Мацей Яблоновський
Мацей Яблоновський гербу Прус III (1569—1619) — королівський шляхтич та ротмістр, командувач власної роти.

## Життєпис
Був сином Валентія Яблоновського гербу Прус III, (пом. 1603) і внуком Павела Яблоновського.
Здобув посаду королівського ротмістра за правління Стефана Баторія і продовжував ним бути за Сигізмунда III Вази. Відзначався великою жертовністю для Польщі, перш за все як полководець, що на потреби війни та війська не шкодував грошей. За правління Сигізмунда III Вази переселився з внутрішніх районів Речі Посполитої на Покуття, швидше за все для оборони кордонів. Для цих цілей тримав власну роту, якою командував.
У 1603 році від Замойського набув Шаргород та Княжу Луку. У 1610 році взяв у заставу місто Влодкув та 5 сіл за 20000 флоринів від Станіслава Влодека.
Дружина — Катажина Кломніцька (1579 — піс. 1621), яка після його смерті 1619 року вдруге вийшла заміж за підчашого подільського Якуба Потоцького (сина Анджея Потоцького). Його сином був Ян Станіслав Яблоновський, (1600 біля Яблунова — 1647) — мечник великий коронний від 1642, підчаший великий коронний від 1638, маршалок сейму Речі Посполитої (1637 i 1640).
Був похований у Коломиї. За даними Шимона Старовольського, існував його надгробок з епітафією.